# Tomasz Marks
Tomasz Marks (ur. 24 marca 1981) – polski lekkoatleta specjalizujący się w biegu na 800 metrów.
Zawodnik AZS UWM Olsztyn razem z kolegami ze swojego klubu (Wojciechem Chybińskim, Michałem Podolakiem oraz Kacprem Kozłowskim) został dwukrotnie mistrzem Polski w sztafecie 4 × 400 metrów, w latach 2007 oraz 2008.

## Rekordy życiowe
- bieg na 800 metrów - 1:48,51 (25 czerwca 2005 Biała Podlaska)
- bieg na 1000 metrów - 2:24,31 (30 kwietnia 2005 Olsztyn)
- bieg na 1500 metrów - 3:46,44 (20 maja 2005 Poznań)